# Левіафан (роман Скотта Вестерфельда)
«Левіафан» (англ. Leviathan) — фантастичний підлітковий роман Скотта Вестерфельда, написаний на стику альтернативної історії, стімпанку та біопанку, виданий 2009 року. Є першою частиною трилогії «Левіафан». Твір проілюстровано художником Кітом Томпсоном. Роман має низку нагрод, серед яких «Найкращий підлітковий роман» Aurealis Award 2009, премія «Локус» 2010 і «Найкраща книга для юнацтва» від журналу «Мир фантастики» (2011).
Світ роману описує альтернативну Першу світову війну, в якій країни Антанти завдяки відкриттю Чарлзом Дарвіном генетики створюють видозмінених тварин для різноманітних цілей, а Четвертний союз розвинув машинобудівництво. За сюжетом спадкоємець трону Австро-Угорщини, принц Александр, після подій в Сараєво мусить переховуватися. Разом з найближчим оточенням він тікає на бойовій крокуючій машині до нейтральної Швейцарії. Тим часом в Англії дівчина Дерін Шарп переодягається в хлопчика, щоб потрапити на повітряну кулю. Вона випадково опиняється на живому дирижаблі «Левіафан», що має важливе завдання міжнародного значення. Александр і Дерін, представники протиборчих сторін, зрештою зустрічаються і отримують шанс припинити безглузду війну.

## Світ роману
В описаному в «Левіафані» та продовженнях світі Чарлз Дарвін в середині XIX століття відкрив існування ДНК та започаткував біоінженерію через керування генами. Це дозволило створювати спеціалізованих тварин, які замінили машини в багатьох сферах життя. Країни, які використовують таких тварин, названих фабрикатами, відповідають Антанті і отримали назву «дарвіністів». Крім Британії, Франції та Росії фабрикатів використовують також Італія, частково Японія, США, Португалія та Іспанія. У фабрикатів як розвиваються природні особливості (наприклад, спеціальні павуки виробляють шовк, а фабрикати-слони елефантини служать тягловою силою), так і надаються зовсім нові. Існують бойові та побутові фабрикати, від кажанів, здатних вистрілювати флешетти, до ящірок, які вміють запам'ятовувати і відтворювати людську мову. Всі фабрикати позбавлені можливості розмножуватися і не мають статі, а вирощуються штучно.
Інші провідні країни у відповідь розвинули машинобудівництво, зокрема крокуючих машин. Ці країни відповідають Четвертному союзу і отримали назву «брязкачів» або «бляшанників». Вони включають Німеччину, Австро-Угорщину, Османську імперію, частково США, Японію і Мексику. Серед багатьох «бляшанників» створення фабрикатів вважається богохульним і відразливим. В той же час «дарвіністи» переконані, що живі істоти незрівнянно досконаліші за незграбні машини.

## Сюжет
Поки батьки принца Александра, інакше званого просто Алеком, перебувають в Сараєво, він розважається грою в солдатики. До нього потайки пробираються механік Отто Клопп і учитель фехтування Вольгер, які повідомляють, що принц терміново мусить піти з ними, говорячи про тренування. Вони приходять до крокуючої машини «Кіклоп», керувати якою доручають Алеку, і в дорозі пояснюють, що батьків Олександра вбито в Сараєво і наступною жертвою може стати сам принц. З гвардійцем Бауером та інженером Гоффманом втікачі покидають територію імператорського палацу.
Тим часом в Англії, у Лондоні, дівчина Дерін Шарп, яка захоплюється повітроплаванням, при допомозі свого старшого брата Джасперта переодягається в хлопчика, щоб здійснити свою мрію — потрапити на повітряну кулю. Брат представляє її своїм небожем Діланом. Дерін/Ділан першою викликається політати на живій повітряній кулі — генетично зміненій медузі, наповненій газом. Але через наближення грози медузу відносить надто далеко і трос, яким вона кріпилася до землі, рветься. Її підбирає екіпаж живого дирижабля (генетично зміненого кашалота) «Левіафан», яким командує капітан Гоббс. Однак дирижаблю дається термінове завдання летіти до Франції, пов'язане з подіями в Сараєво. Дерін доводиться залишитися на борту на кілька днів подорожі, чому вона рада, оскільки може дізнатися більше про аеронавтику, і допомагає в обслуговуванні «Левіафана».
«Кіклоп» продовжує шлях, згідно залишених загиблим ерцгерцогом інструкцій, але в дорозі стикається з німецьким крокуючим кораблем «Беовульф», який вторгнувся на територію Австро-Угорщини. Екіпажу «Кіклопа» доводиться вступити в нерівний бій і вдається втекти. Вольгер прокладає курс до Швейцарії, але для подорожі туди Алек, Клопп і Вольгер мусять зупинитися в Лінці, щоб добути паливо і запчастини. Алек виявляє, що Вольгер взяв на «Кіклопа» багато злитків золота, за яке вони мають прожити. Аристократичні манери Алека видають його, попри робітничий одяг. Втікачі поспіхом купують все необхідне і повертаються до «Кіклопа», який помічають кавалеристи. Алек, керуючи машиною, відбиває напад, але Вольгер отримує поранення.
«Левіафан» повертається до Лондона, де бере на борт учену, доктора Нору Барлоу, що має при собі загадковий вантаж, який слід доставити в Константинополь. Для звільнення місця хтось мусить зійти з борту. Через помилку гардемарина Фіцроя «Левіафан» починає набирати висоту і крениться. Дерін допомагає впоратися з управлінням дирижаблем, за що отримує право лишитися.
Паралельно починається Перша світова війна, в якій Швейцарія залишається нейтральною. Александра після викриття в Лінці починають розшукувати, вночі «Кіклопа» знаходить німецька піхота, але Алек проривається на машині крізь ворогів. Проте машину помічає крокуючий фрегат «Геркулес», що освітлює територію сигнальними ракетами, роблячи «Кіклопа» ясною ціллю для війська, яке несе на борту. Алеку вдається збити з корпусу сигнальну ракету, завдяки чому «Кіклоп» встигає добігти до швейцарського кордону.
Нора Барлоу викриває таємницю Ділана, що він насправді дівчина, але не виказує цього. «Левіафана» атакують німецькі аероплани, попри спротив, дирижабль отримує пробоїни і починає втрачати водень і висоту. Алек з друзями дістається до секретного замку в Альпах в якому на випадок загрози ерцгерцоргській сім'ї залишно великі припаси, з якими можна пересидіти багаторічну війну. Вольгер показує таємний документ Папи Римського, за яким Алек після смерті батька стає єдиним законним спадкоємцем трону, попри недосить знатне походження матері. В цей час «Левіафан» падає недалеко від замку. Алек, не бажаючи відсиджуватися, потайки вирушає на розвідку. Принц знаходить непритомну Дерін і приводить її до тями, представляючись місцевим жителем. Їх обох швидко знаходять і вирішують детально розібратися хто такий Алек, що так несподівано з'явився вночі в Альпах саме біля місця аварії.
Поки команда «Левіафана» рятує обладнання, Нора Барлоу турбується про свій вантаж, яким виявляються яйця, з яких мають вилупитися результати її експериментів. Алека закривають в каюті, а після розмови з Діланом, що нібито і захопив Алека, та Норою, він задумується над допомогою постраждалим, хоча й відчуває певну відразу до живих істот, які замінюють їм машини. Зранку «Левіафан» заліковує пробоїни, але двигуни виявляються недіючими, а навколо немає нічого, звідки можна було б добути водень. Дерін, оглядаючи гори, помічає замок і наближення «Кіклопа». Вона вдає нібито взяла Алека в заручники і викликає Вольгера з Клоппом на переговори. Обидві сторони домовляються використати припасу з замку, щоб згодувати їх «Левіафану» для поповнення запасу водню. Скоро до місця аварії наближаються цепеліни кайзера. Алек, Клопп і Вольгер допомагають доставити припаси і поремонтувати двигуни дирижабля, але німецький десант вже висаджується неподалік.
В бою вдається збити цепелін-бомбардувальник, проте ворожі війська лишаються досить значними і наближається підкріплення. «Левіафан» піднімається в повітря, але виявляється перевантаженим. Причиною є золото, яке Вольгер переніс на борт, і його доводиться викинути. «Левіафан» ледве встигає відлетіти, коли на місце вже прибуває крокуючий крейсер, і спрямовується до Османської імперії, яка поки лишається нейтральною.
Алек дружиться з Діланом/Дерін, ще не знаючи про його секрет, та дізнається, що Османська імперія збиралася купити у Великої Британії новітній корабель «Осман» в супроводі бойової морської істоти. Однак лорд Черчілль відмовився передати цю міць навіть попри оплату, побоюючись переходу Османської імперії на бік Німеччини, оскільки вона дає величезну перевагу на морі. Барлоу при цьому повідомляє, що вцілілі яйця з її багажу не менш цінні за корабель.

## Персонажі
- Александр фон Гогенберг (Габсбург) (англ. Aleksandar of Hohenberg) — 15-ирічний принц з роду Габсбургів, син ерцгерцога Франца Фердинанда і Софії Хотек, також званий Алеком. Не є чистокровним, тому зветься за матір'ю фон Гогенбергом. Проте за таємним рішенням Папи Римського правила успадкування престолу було змінено і саме Алек отримав право на трон після загибелі батьків. В ході подорожей на крокуючій машині «Кіклоп» був її другим пілотом. Має аристократичні манери і чудову освіту, в тому числі знання іноземних мов.
- Дерін/Ділан Шарп (англ. Deryn/Dylan Sharp) — 15-ирічна дочка померлого повітроплавця Артеміса Шарпа, шотландка, котра захоплюється аеронавтикою. Щоб потрапити на повітряну кулю, видає себе за хлопчика, а потім стає частиною екіпажу «Левіафана», де заслуговує повагу винахідливістю і сміливістю. Впродовж роману успішно приховує свою справжню стать, однак постійно боїться, що її викриють.
- Отто Клопп (англ. Otto Klopp) — механік і пілот, один з найкращих у Австро-Угорщині, ветеран Балканської війни. Разом з Алеком керує «Кіклопом», міняючись з ним позмінно.
- Ернст Вольгер (англ. Ernst Volger) — граф, вчитель фехтування Алека і найкращий друг його батька. Супроводжував Франца Фердинанда в його подорожі до Папи Римського. Володіє англійською, але вдає, що не знає її аби шпигувати за екіпажем «Левіафана».
- Левіафан (англ. Leviathan) — живий дирижабль, один з перших, створених для протистояння цепелінам. Поєднує в собі як органічні, так і механічні компоненти. Так він тримається в повітрі завдяки камерам з воднем, а рухається двигунами внутрішнього згоряння. Знизу «Левіафана» прикріплена велика гондола, де містяться місток, каюти, склади та інші приміщення. «Левіафан» має власну екосистему зі спеціалізованих істот, які захищають його, збирають їжу, слідкують за станом.
- Капітан Гоббс (англ. Captain Hobbes) — капітан «Левіафана», вимагає суворого дотримання правил і вважає Ділана зразковим у цьому.
- Емма Нора Дарвін Барлоу (англ. Dr. Emma Nora Darwin Barlow) — учена, доглядачка лондонського зоопарку. Брала участь у створенні «Левіафана», спеціаліст з проєктування нових істот, онука Чарлза Дарвіна. Має ручного тасманійського вовка Таццу.

## Продовження і супутня продукція
- «Бегемот» (англ. Behemoth) — друга частина трилогії, продовження роману «Левіафан», видане в 2010 році. В ньому Алек і Дерін прибувають на «Левіафані» в Османську імперію, де зріє революція. Імперія близька до вступу в союз з Німеччиною під її тиском, Дерін отримує завдання завадити цьому, а Алек переховується, щоб врешті зійтися з місцевими повстанцями та командою «Левіафана» задля спільної справи. Ключову роль в політиці тут грають корабель «Осман» і морський фабрикат «Бегемот», здатні протистояти цілому флоту. Алек знайомиться з юною революціонеркою Ліліт, а з врятованого яйця вилуплюється штучна істота, що має корисну здібність[4].
- «Голіаф» (англ. Goliath) — завершальна частина трилогії, видана в 2011 році. Нікола Тесала заявляє, що винайшов зброю «Голіаф», яка може переломити хід війни і саме нею було спричинено катастрофу біля Тунгуски. «Левіафан» за проханням російського царя вирушає туди забрати цінний вантаж. Алек з Дерін, секрет якої розкрито, подорожують в усьому світі, щоб не дати амбіціям Тесли затягнути війну і повернути трон Австро-Угорщини законному спадкоємцю[5].
- «Посібник з аеронавтики» (англ. The Manual of Aeronautics) — додаткова книга, видана в 2012 році. Містить детальні схеми і довідкову інформацію про техніку та істот, описаних в романах[6].